# Condado de Winnebago (Illinois)
O Condado de Winnebago (em inglês:  Winnebago County) é um dos 102 condados do estado americano do Illinois. A sede e maior cidade do condado é Rockford. Foi fundado em 16 de janeiro de 1834.
O condado possui uma área de 1 345 km², dos quais 15 km² estão cobertos por água, uma população de 295 266 habitantes, e uma densidade populacional de 222 hab/km² (segundo o censo nacional de 2010).